# Wladimir-Kurse
Wladimir-Kurse nennt man die öffentlichen gemeinsamen Vorlesungen für Studenten und Studentinnen, die dank des Einsatzes von führenden Frauenrechtlerinnen, u. a. Nadeschda Wassiljewna Stassowa ab 1870 in St. Petersburg zunächst in Räumen des 5. Gymnasiums und dann in der Hochschule des Wladimir-Bezirks begannen. Eine später prominente Nutznießerin der Wladimir-Kurse war Nadeschda Olimpijewna Siber-Schumowa (russisch Надежда Олимпиевна Зибер-Шумова; auch Nadine, Nadina, Natalja, N., Sieber, Siber, Ziber-Šumova), die zunächst in Bern Medizin studierte und später eine der ersten führenden Frauen in einem Labor wurde.